# Olympische Jugend-Winterspiele 2020/Biathlon
Bei den III. Olympischen Winterspielen 2020 in Lausanne fanden sechs Wettbewerbe im Biathlon statt. Austragungsort war das Centre nordique Les Tuffes in der französischen Gemeinde Prémanon, die unmittelbar an der Schweizer Grenze liegt.

## Zeitplan
| Zeitplan Biathlon    | Zeitplan Biathlon | Zeitplan Biathlon | Zeitplan Biathlon | Zeitplan Biathlon | Zeitplan Biathlon |
| Wettbewerbe          | Januar            | Januar            | Januar            | Januar            | Januar            |
| Wettbewerbe          | 11.               | 12.               | 13.               | 14.               | 15.               |
| -------------------- | ----------------- | ----------------- | ----------------- | ----------------- | ----------------- |
| Männer               |                   |                   |                   |                   |                   |
| Sprint 7,5 km        |                   |                   |                   |                   |                   |
| Einzel 12,5 km       |                   |                   |                   |                   |                   |
| Frauen               |                   |                   |                   |                   |                   |
| Sprint 6 km          |                   |                   |                   |                   |                   |
| Einzel 10 km         |                   |                   |                   |                   |                   |
| Mixed                |                   |                   |                   |                   |                   |
| Single-Mixed-Staffel |                   |                   |                   |                   |                   |
| Mixed-Staffel        |                   |                   |                   |                   |                   |
| Entscheidungen       | 2                 | 1                 | 0                 | 2                 | 1                 |

|  | Medaillenentscheidung |

## Bilanz

### Medaillenspiegel
| Platz  | Land       | Gold | Silber | Bronze | Gesamt |
| ------ | ---------- | ---- | ------ | ------ | ------ |
| 1      | Russland   | 3    | 3      | –      | 6      |
| 2      | Frankreich | 1    | 1      | 2      | 4      |
| 3      | Italien    | 1    | 1      | –      | 2      |
| 4      | Polen      | 1    | –      | –      | 1      |
| 5      | Österreich | –    | 1      | 1      | 2      |
| 6      | Norwegen   | –    | –      | 1      | 1      |
| 6      | Schweden   | –    | –      | 1      | 1      |
| 6      | Belarus    | –    | –      | 1      | 1      |
| Gesamt | Gesamt     | 6    | 6      | 6      | 18     |

### Medaillengewinner
| Disziplin            | Gold                                                                | Silber                                                                 | Bronze                                                                      |
| -------------------- | ------------------------------------------------------------------- | ---------------------------------------------------------------------- | --------------------------------------------------------------------------- |
| Männer               |                                                                     |                                                                        |                                                                             |
| Sprint 7,5 km        | Marcin Zawół                                                        | Denis Irodow                                                           | Vegard Thon                                                                 |
| Einzel 12,5 km       | Oleg Domitschek                                                     | Lukas Haslinger                                                        | Mathieu Garcia                                                              |
| Frauen               |                                                                     |                                                                        |                                                                             |
| Sprint 6 km          | Aljona Mochowa                                                      | Anastassija Senowa                                                     | Anna Andexer                                                                |
| Einzel 10 km         | Aljona Mochowa                                                      | Jeanne Richard                                                         | Julija Kawaleuskaja                                                         |
| Mixed                |                                                                     |                                                                        |                                                                             |
| Single-Mixed-Staffel | FrankreichJeanne Richard Mathieu Garcia                             | ItalienLinda Zingerle Marco Barale                                     | SchwedenSara Andersson Oscar Andersson                                      |
| Mixed-Staffel        | ItalienMartina Trabucchi Linda Zingerle Nicolò Betemps Marco Barale | RusslandAljona Mochowa Anastassija Senowa Denis Irodow Oleg Domitschek | FrankreichFany Bertrand Léonie Jeannier Théo Guiraud-Poillot Mathieu Garcia |

## Ergebnisse

### Männer

#### Sprint 7,5 km
| Platz | Land | Athlet          | Zeit (min)  | Fehler  |
| ----- | ---- | --------------- | ----------- | ------- |
| 1     | POL  | Marcin Zawół    | 19:23,8 min | 1 (0+1) |
| 2     | RUS  | Denis Irodow    | 19:36,4 min | 1 (0+1) |
| 3     | NOR  | Vegard Thon     | 19:42,3 min | 1 (0+1) |
| 4     | NZL  | Campbell Wright | 19:45,1 min | 1 (1+0) |
| 5     | UKR  | Witalij Mandsyn | 19:59,8 min | 1 (1+0) |
| 6     | ITA  | Marco Barale    | 20:00,6 min | 3 (1+2) |
| 7     | SWE  | Oscar Andersson | 20:01,3 min | 2 (2+0) |
| 8     | UKR  | Stepan Kinasch  | 20:08,0 min | 1 (0+1) |

Datum: 14. Januar 2020, 13:30 Uhr

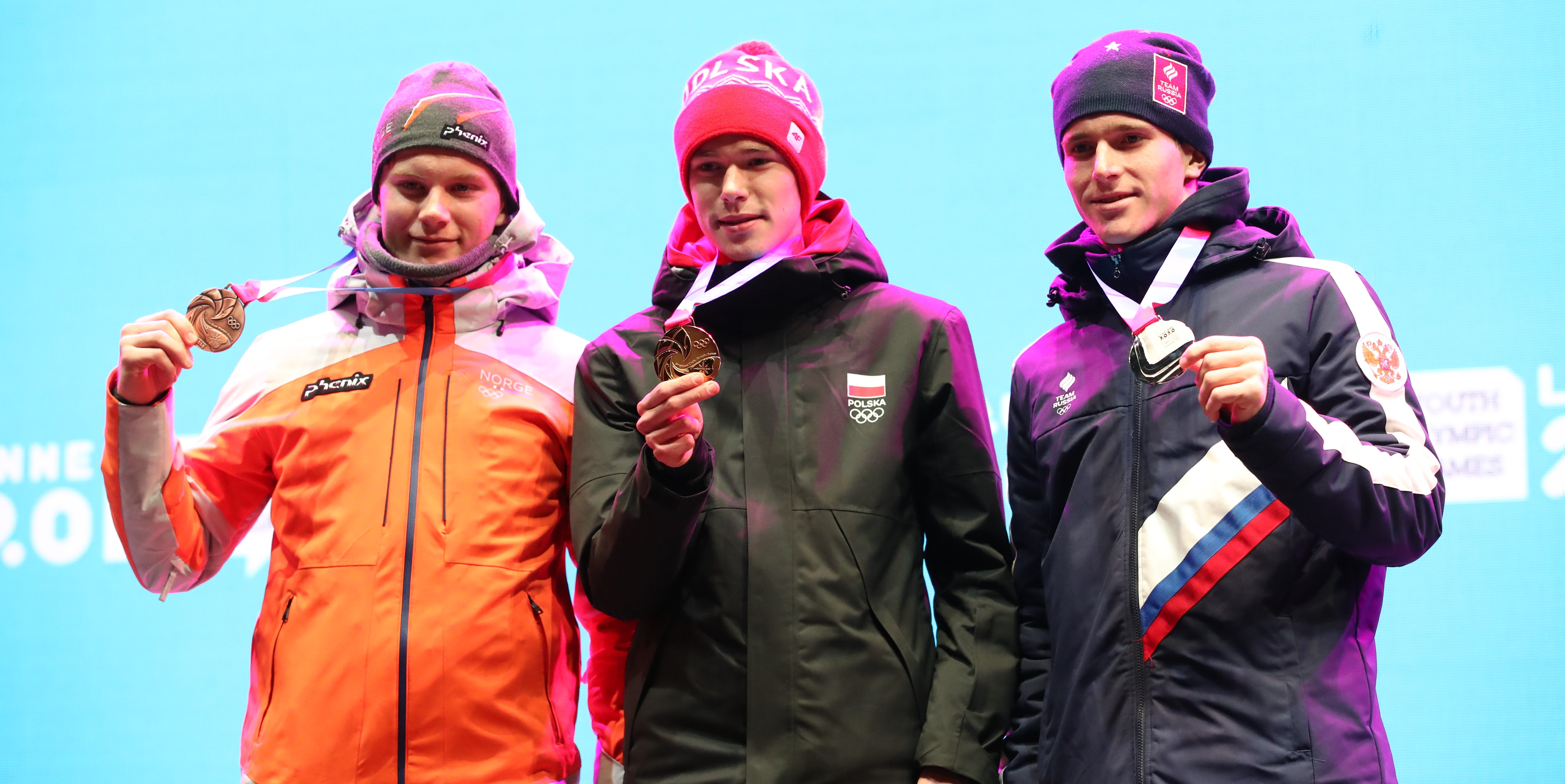
Medaillengewinner Thon, Zawół und Irodow (von links nach rechts)

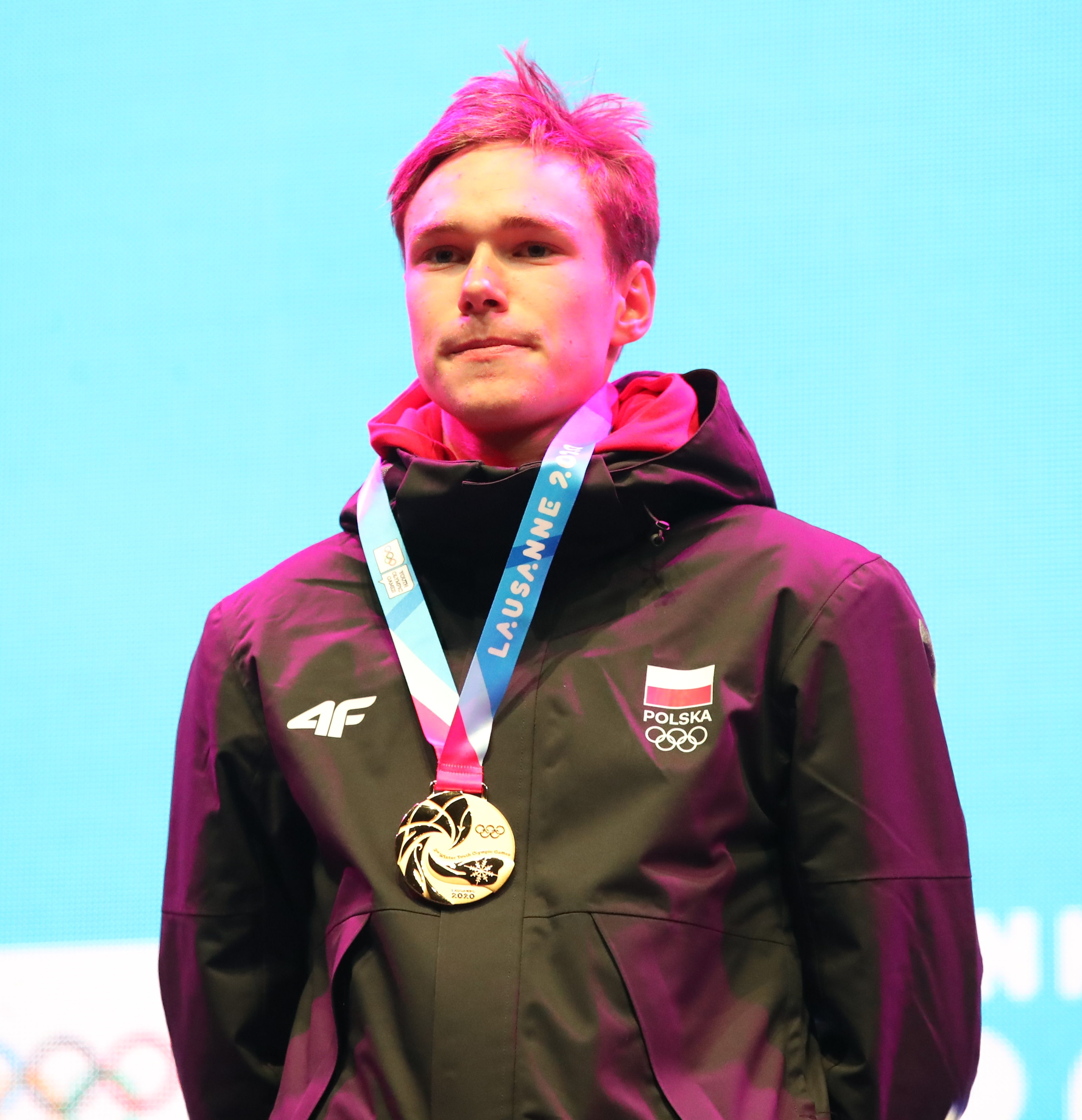
Jugend-Olympiasieger Marcin Zawół

Weitere Teilnehmer aus deutschsprachigen Ländern:
 Lukas Weissbacher: 20. Platz
 Franz Schaser: 21. Platz
 Leon Kienesberger: 23. Platz
 Florian Stasswender: 24. Platz
 Elias Asal: 25. Platz
 Felix Ullmann: 28. Platz
 Yanis Keller: 32. Platz
 Jan Salzmann: 36. Platz
 Noé In Albon: 42. Platz
 Dorian Endler: 63. Platz
 Jan Roth: DSQ

#### Einzel 12,5 km
| Platz | Land | Athlet          | Zeit (min) | Fehler |
| ----- | ---- | --------------- | ---------- | ------ |
| 1     | RUS  | Oleg Domitschek | 34:09,4    | 2      |
| 2     | AUT  | Lukas Haslinger | 34:23,0    | 2      |
| 3     | FRA  | Mathieu Garcia  | 35:04,3    | 3      |
| 4     | GER  | Elias Asal      | 35:05,8    | 2      |
| 5     | NOR  | Stian Fedreheim | 35:13,8    | 3      |
| 6     | NZL  | Campbell Wright | 35:20,9    | 4      |
| 7     | FRA  | Lou Thiévent    | 35:37,2    | 3      |
| 8     | UKR  | Stepan Kinasch  | 35:58,7    | 3      |

Datum: 11. Januar 2020, 13:30 Uhr

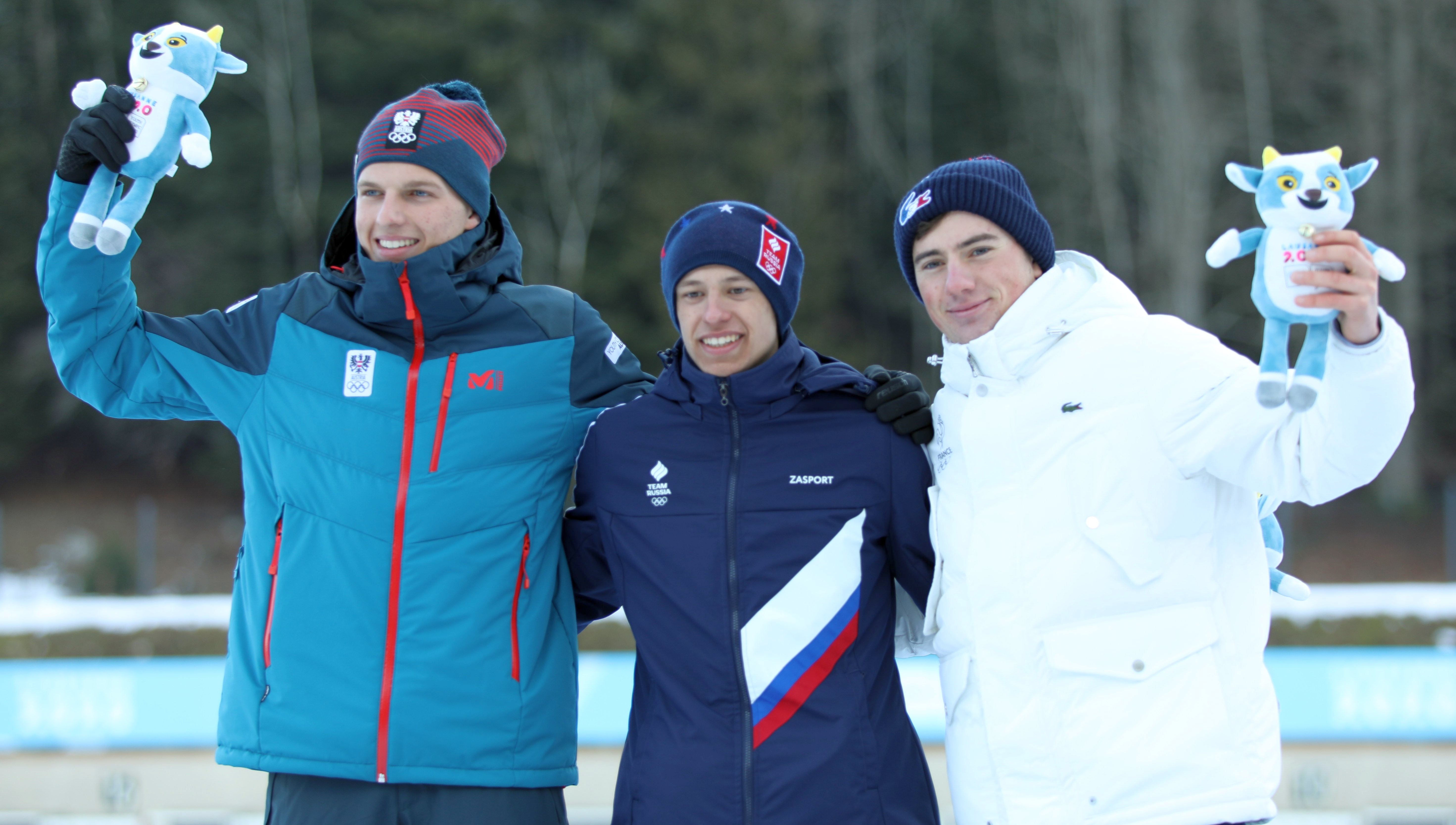
Medaillengewinner Haslinger, Domitschek und Garcia (von links nach rechts)

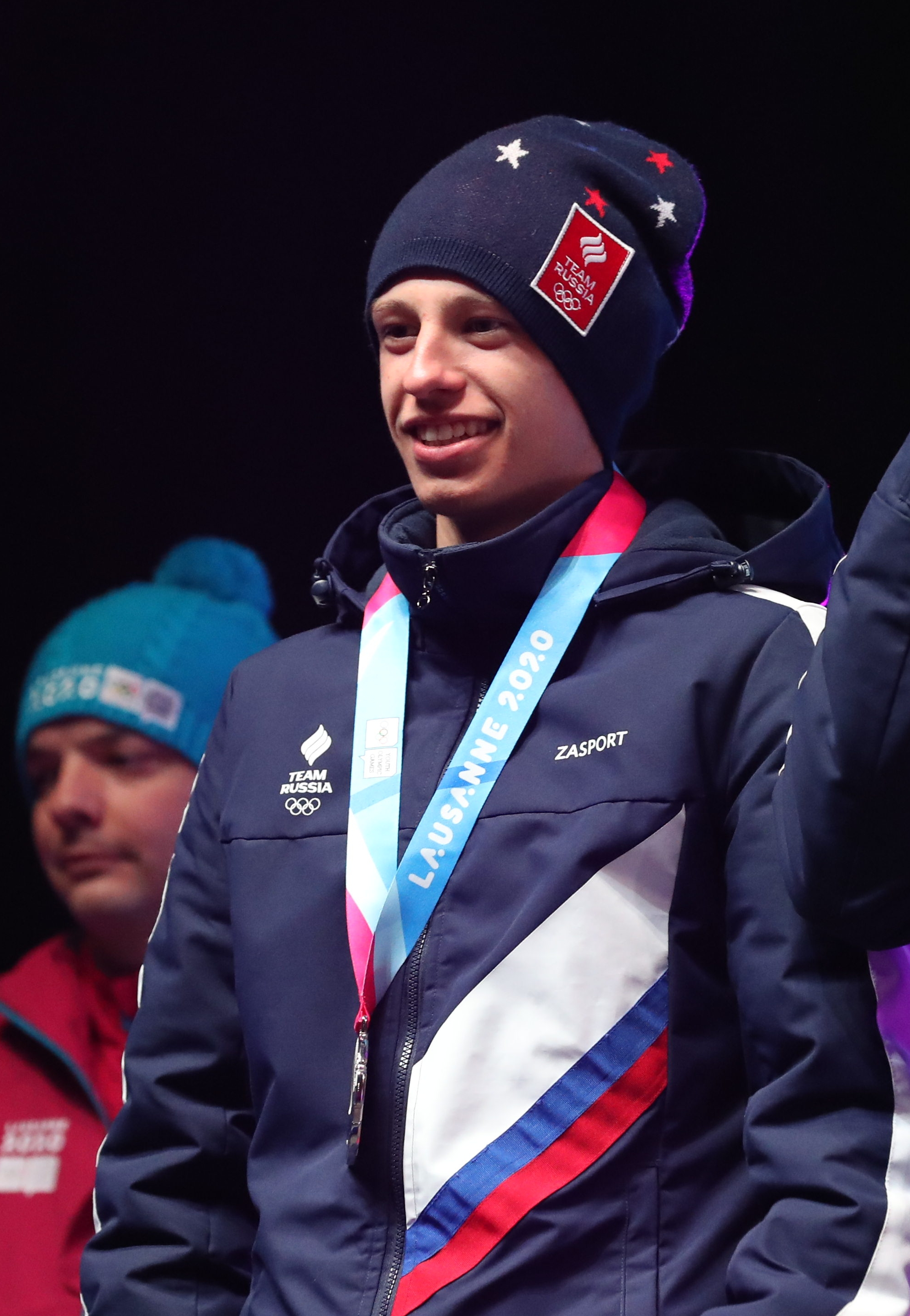
Jugend-Olympiasieger Oleg Domitschek

Weitere Teilnehmer aus deutschsprachigen Ländern:
 Yanis Keller: 14. Platz
 Florian Stasswender: 27. Platz
 Jan Salzmann: 33. Platz
 Jan Roth: 45. Platz
 Leon Kienesberger: 50. Platz
 Lukas Weissbacher: 51. Platz
 Dorian Endler: 58. Platz
 Noé In Albon: 65. Platz
 Franz Schaser: 66. Platz
 Felix Ullmann: 72. Platz

### Frauen

#### Sprint 6 km
| Platz | Land | Athletin           | Zeit (min)  | Fehler  |
| ----- | ---- | ------------------ | ----------- | ------- |
| 1     | RUS  | Aljona Mochowa     | 18:55,5 min | 1 (0+1) |
| 2     | RUS  | Anastassija Senowa | 18:57,4 min | 1 (0+1) |
| 3     | AUT  | Anna Andexer       | 19:01,6 min | 1 (0+1) |
| 4     | GER  | Johanna Puff       | 19:08,3 min | 1 (1+0) |
| 5     | SLO  | Kaja Marič         | 19:09,0 min | 2 (1+1) |
| 6     | SLO  | Kaja Zorč          | 19:22,9 min | 1 (1+0) |
| 7     | FRA  | Léonie Jeannier    | 19:26,2 min | 1 (0+1) |
| 8     | SVK  | Ema Kapustová      | 19:33,2 min | 0 (0+0) |

Datum: 14. Januar 2020, 10:30 Uhr

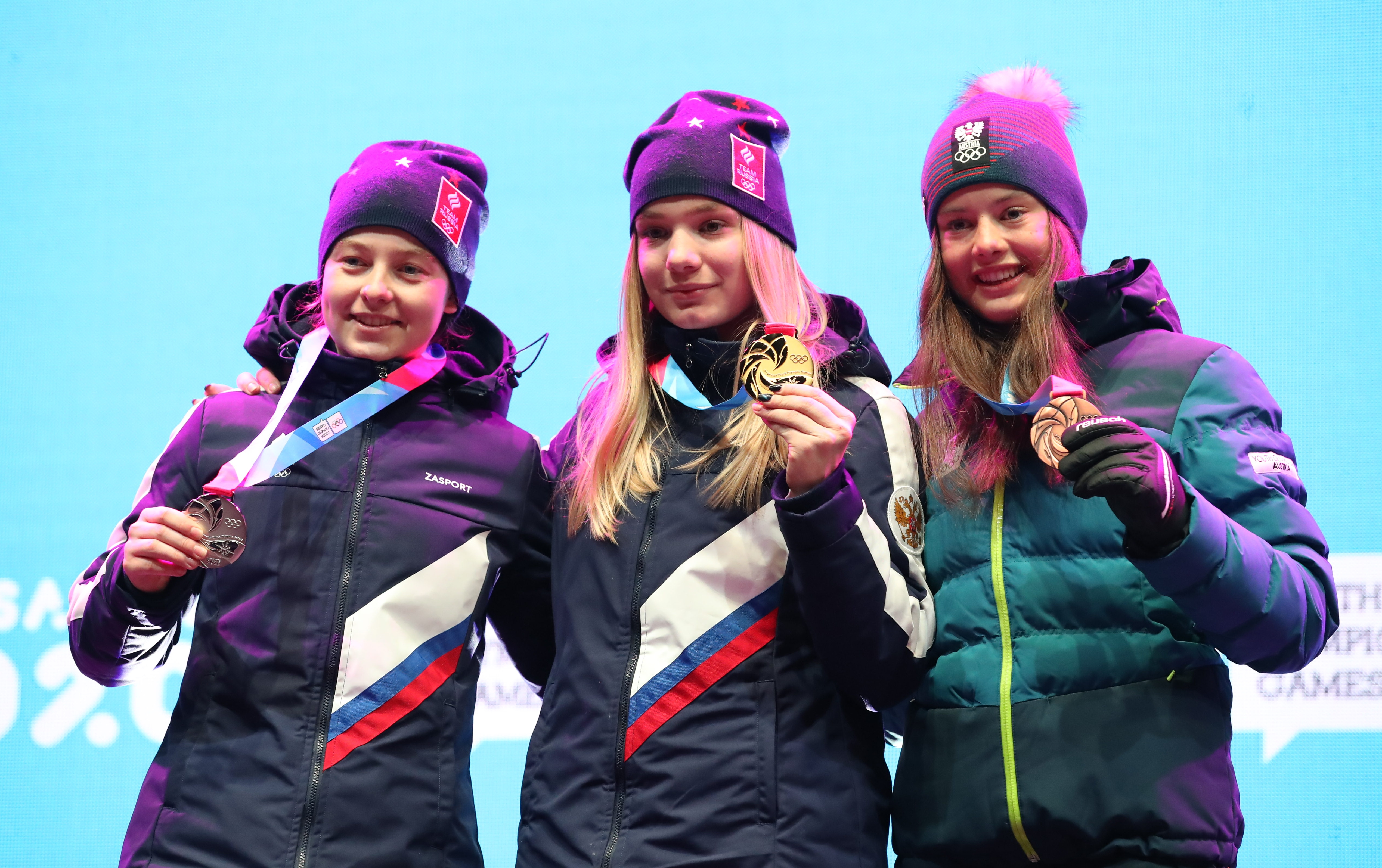
Medaillengewinner Senowa, Mochowa und Andexer (von links nach rechts)

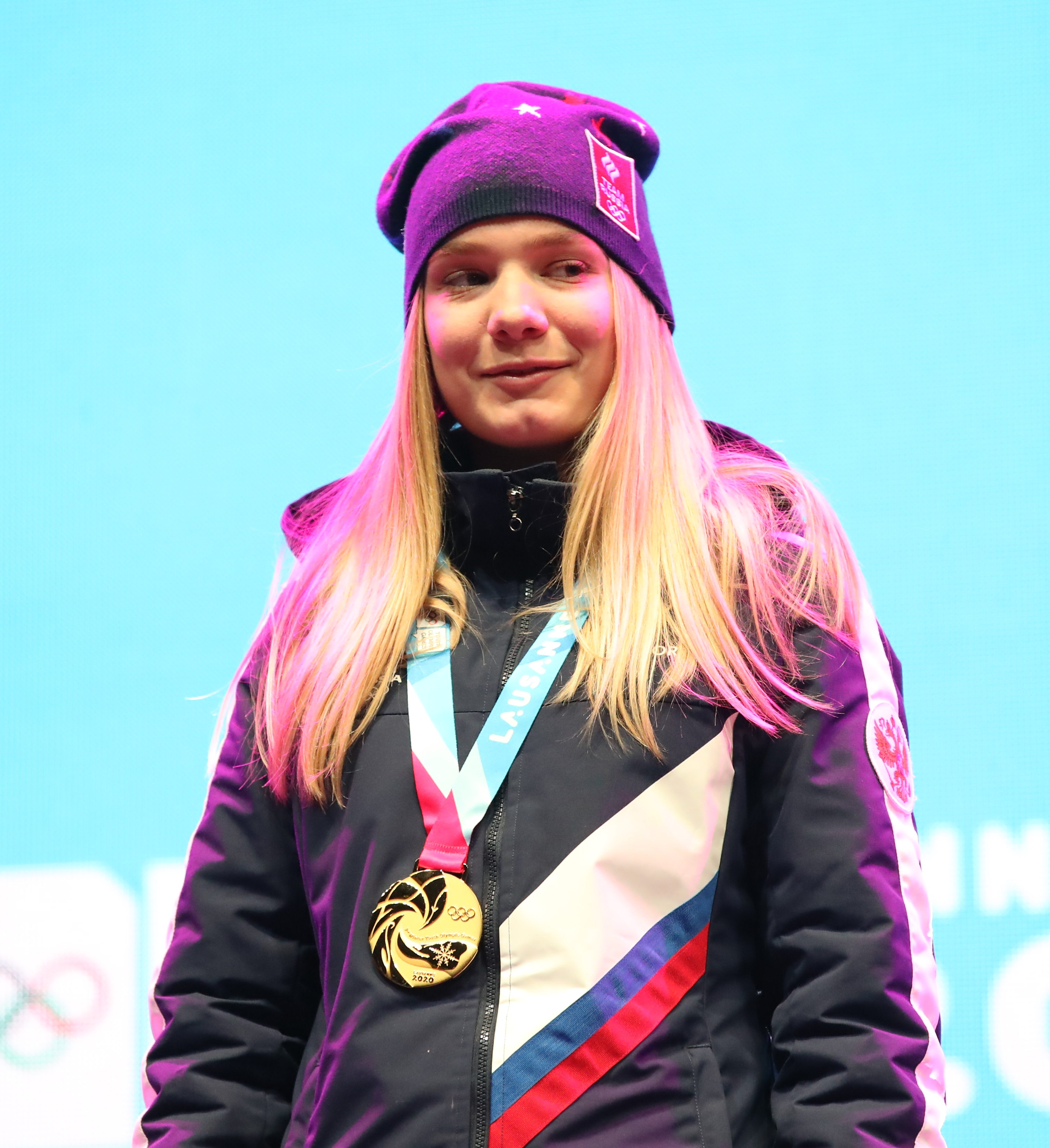
Jugend-Olympiasiegerin Aljona Mochowa

Weitere Teilnehmer aus deutschsprachigen Ländern:
 Yara Burkhalter: 9. Platz
 Marlene Perren: 13. Platz
 Marlene Fichtner: 16. Platz
 Lara Wagner: 20. Platz
 Chiara Arnet: 25. Platz
 Femke Kramer: 29. Platz
 Lara Berwert: 40. Platz
 Hannah Schlickum: 49. Platz
 Victoria Mellitzer: 51. Platz
 Nathalie Horstmann: 66. Platz

#### Einzel 10 km
| Platz | Land | Athletin              | Zeit (min) | Fehler |
| ----- | ---- | --------------------- | ---------- | ------ |
| 1     | RUS  | Aljona Mochowa        | 32:26,7    | 2      |
| 2     | FRA  | Jeanne Richard        | 33:30,5    | 2      |
| 3     | BLR  | Julija Kawaleuskaja   | 33:59,5    | 3      |
| 4     | ITA  | Martina Trabucchi     | 34:11,1    | 2      |
| 5     | GER  | Johanna Puff          | 34:14,7    | 2      |
| 6     | FRA  | Léonie Jeannier       | 34:46,4    | 4      |
| 7     | NOR  | Gunn Kristi Stensaker | 34:53,6    | 3      |
| 8     | AUT  | Femke Kramer          | 35:11,3    | 4      |

Datum: 11. Januar 2020, 10:30 Uhr

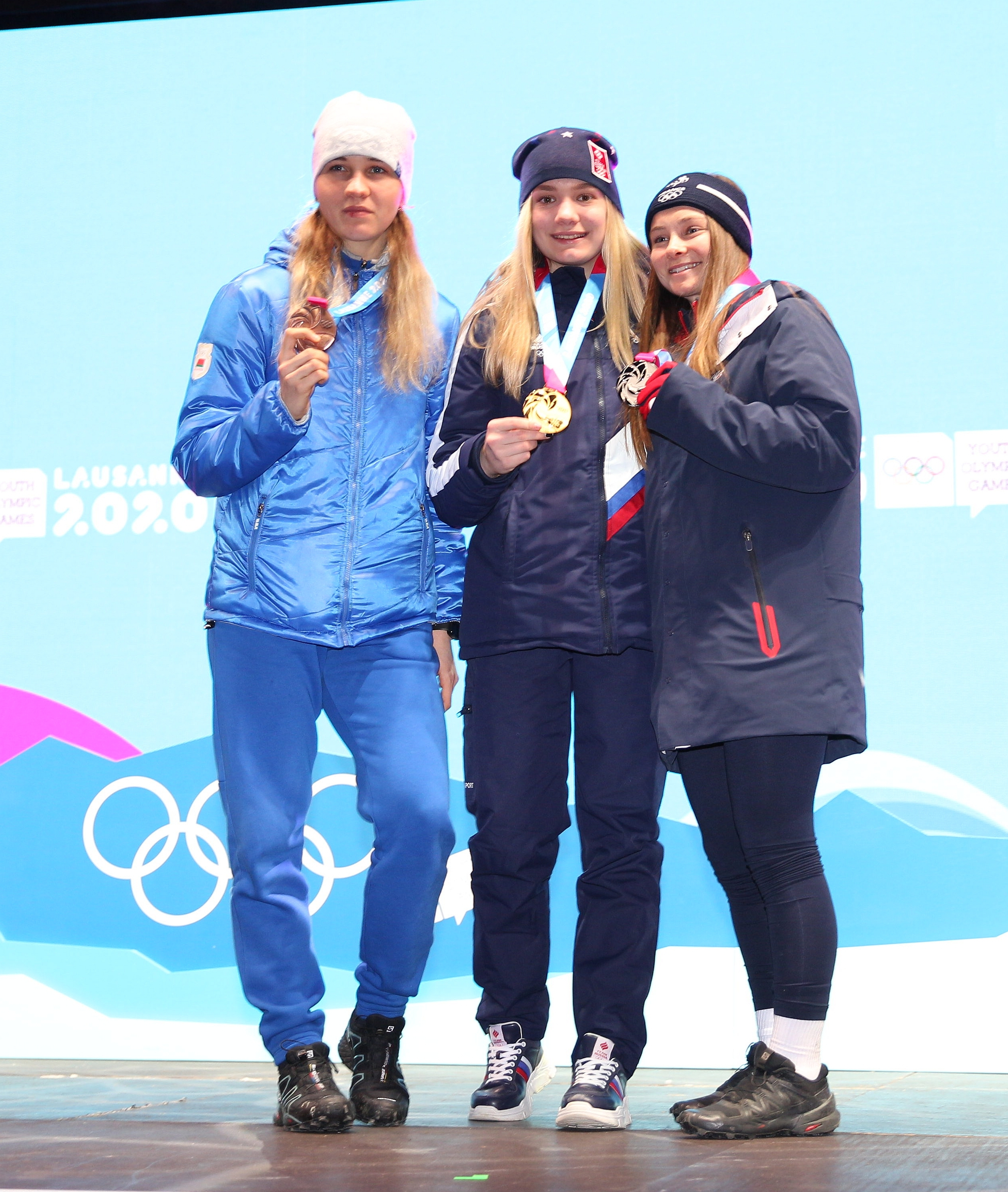
Medaillengewinner Kawaleuskaja, Mochowa und Richard (von links nach rechts)

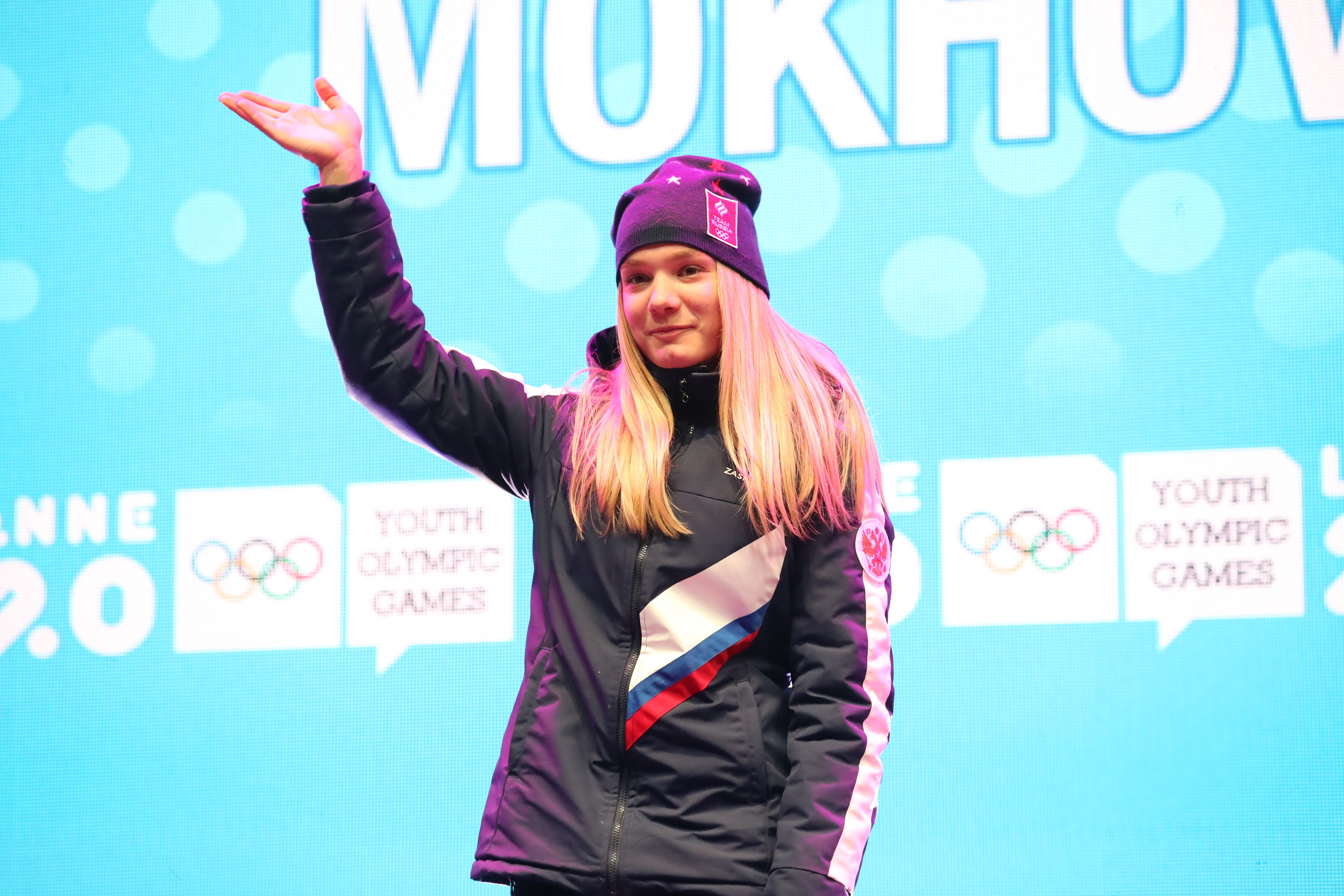
Jugend-Olympiasiegerin Aljona Mochowa

Weitere Teilnehmer aus deutschsprachigen Ländern:
 Lara Wagner: 14. Platz
 Anna Andexer: 19. Platz
 Chiara Arnet: 23. Platz
 Lara Berwert: 24. Platz
 Marlene Fichtner: 25. Platz
 Hannah Schlickum: 28. Platz
 Marlene Perren: 46. Platz
 Nathalie Horstmann: 49. Platz
 Victoria Mellitzer: 50. Platz
 Yara Burkhalter: 71. Platz

### Mixed

#### Single-Mixed-Staffel
| Platz | Land | Athleten                         | Zeit (min) | Strafrunden + Nachlader |
| ----- | ---- | -------------------------------- | ---------- | ----------------------- |
| 1     | FRA  | Jeanne Richard Mathieu Garcia    | 42:03,5    | 0+7                     |
| 2     | ITA  | Linda Zingerle Marco Barale      | 42:23,0    | 2+16                    |
| 3     | SWE  | Sara Andersson Oscar Andersson   | 42:30,3    | 2+12                    |
| 4     | SUI  | Yara Burkhalter Yanis Keller     | 42:43,7    | 1+10                    |
| 5     | CZE  | Kateřina Pavlů Jakub Kudrnáč     | 42:52,9    | 2+9                     |
| 6     | UKR  | Hanna Skrypko Stepan Kinasch     | 43:06,8    | 0+8                     |
| 7     | RUS  | Aljona Mochowa Oleg Domitschek   | 43:13,3    | 3+14                    |
| 8     | KAZ  | Uljana Ardalionowa Wadim Kurales | 43:45,0    | 1+14                    |

Datum: 12. Januar 2020, 10:30 Uhr

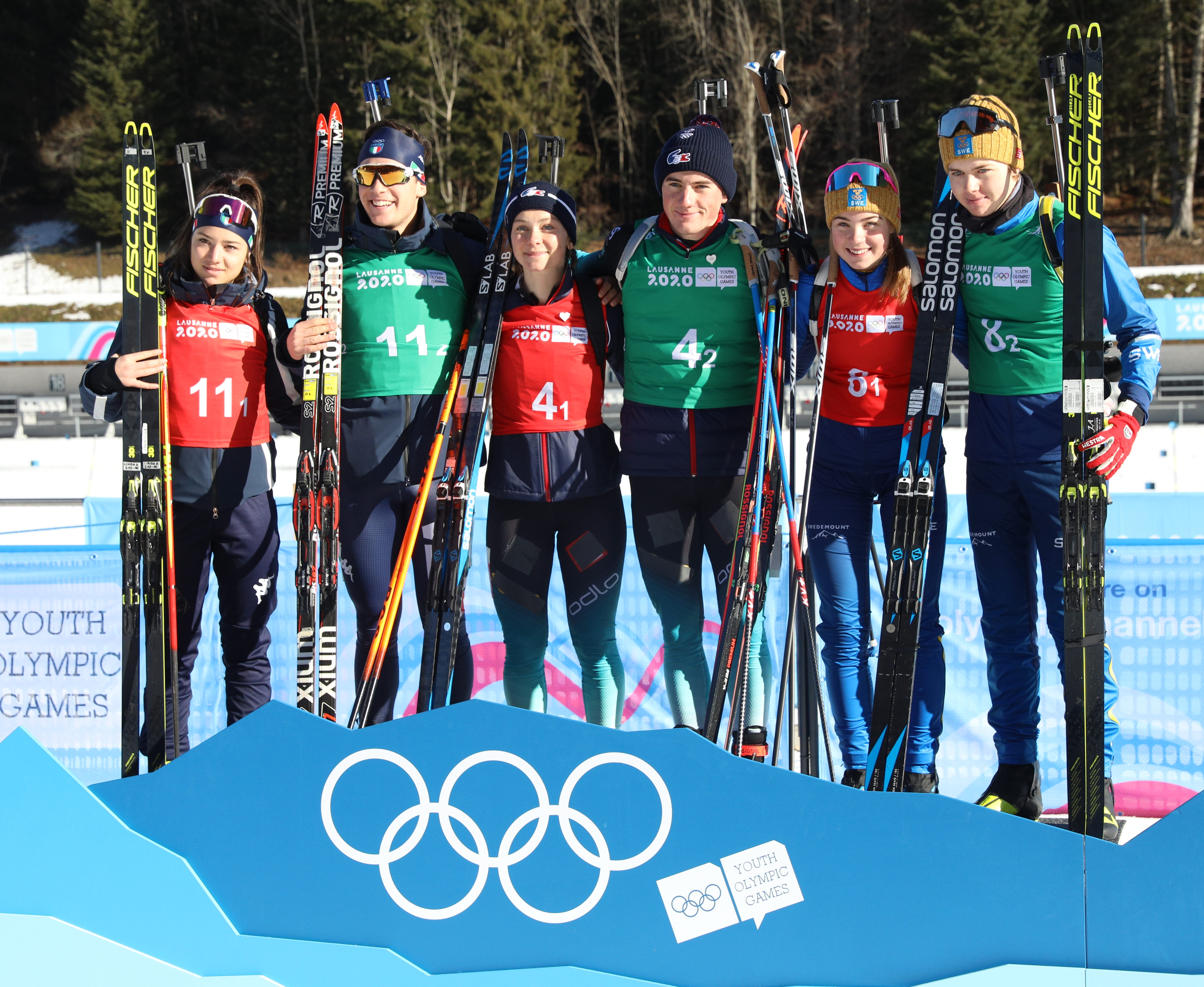
Medaillengewinner Zingerle/Barale, Richard/Garcia und Andersson/Andersson

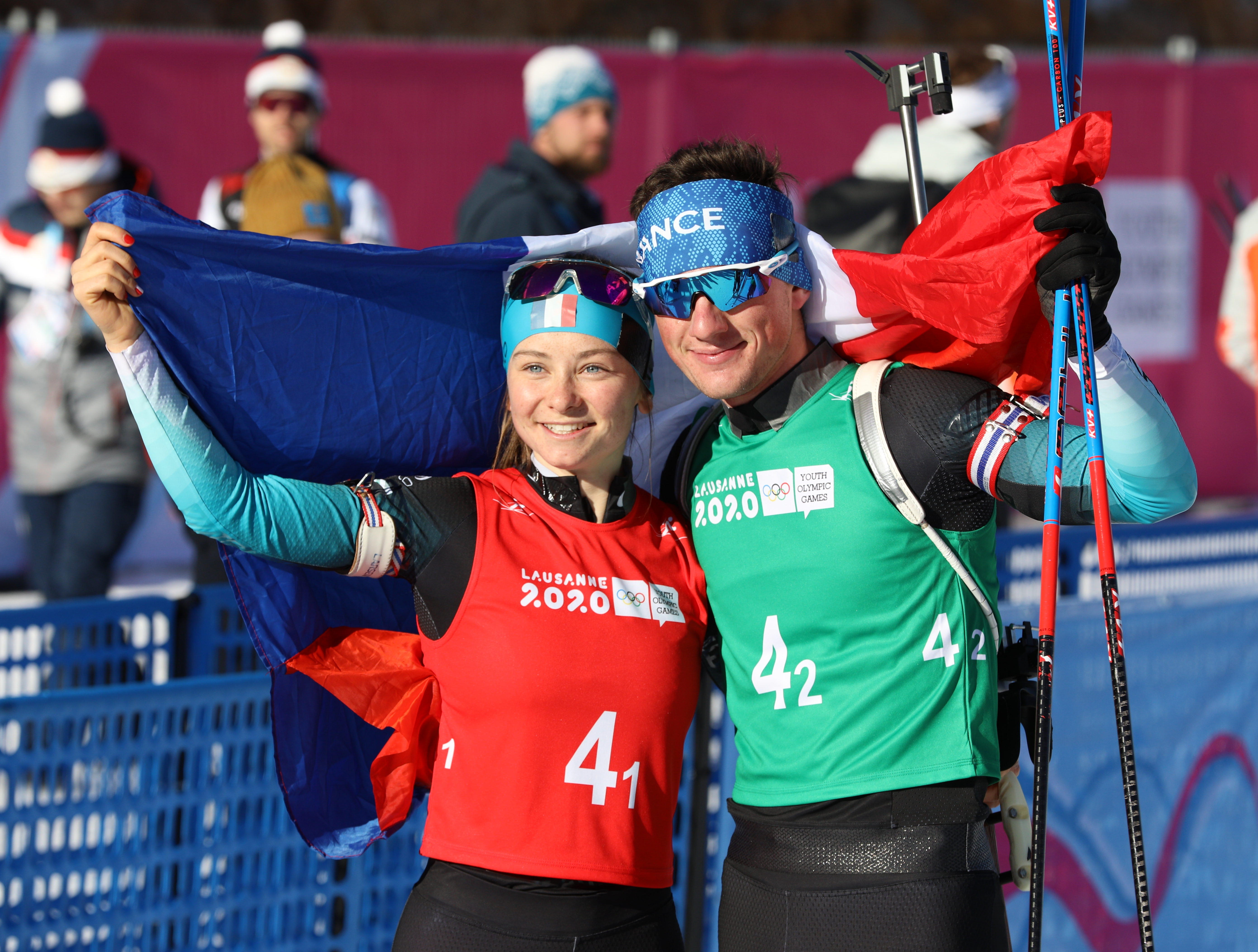
Jugend-Olympiasieger Jeanne Richard und Mathieu Garcia

Weitere Staffeln aus deutschsprachigen Ländern:
 Johanna Puff / Elias Asal: 9. Platz
 Lara Wagner / Lukas Haslinger: 16. Platz

#### Mixed-Staffel

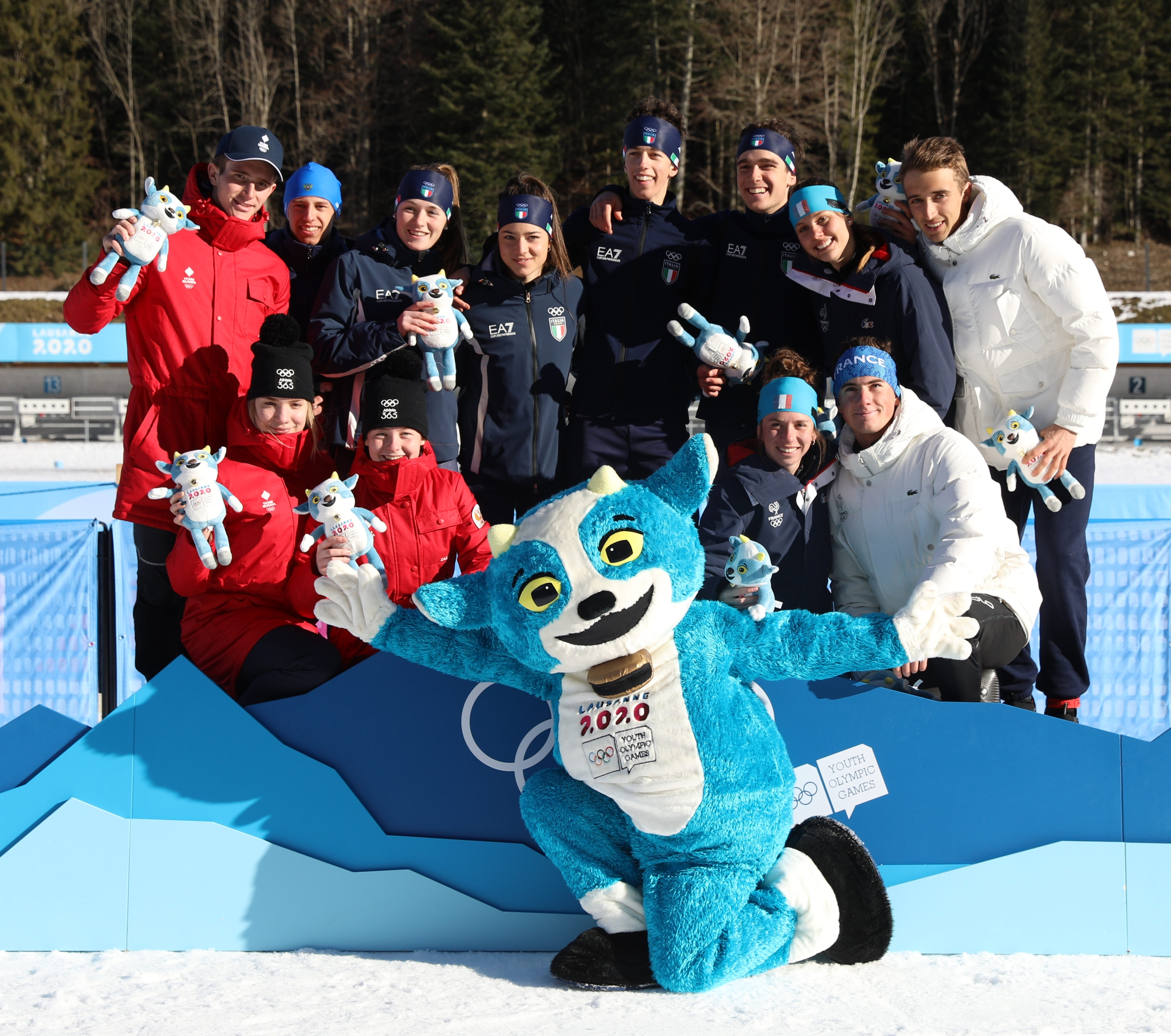
Medaillengewinner aus Italien, Russland und Frankreich

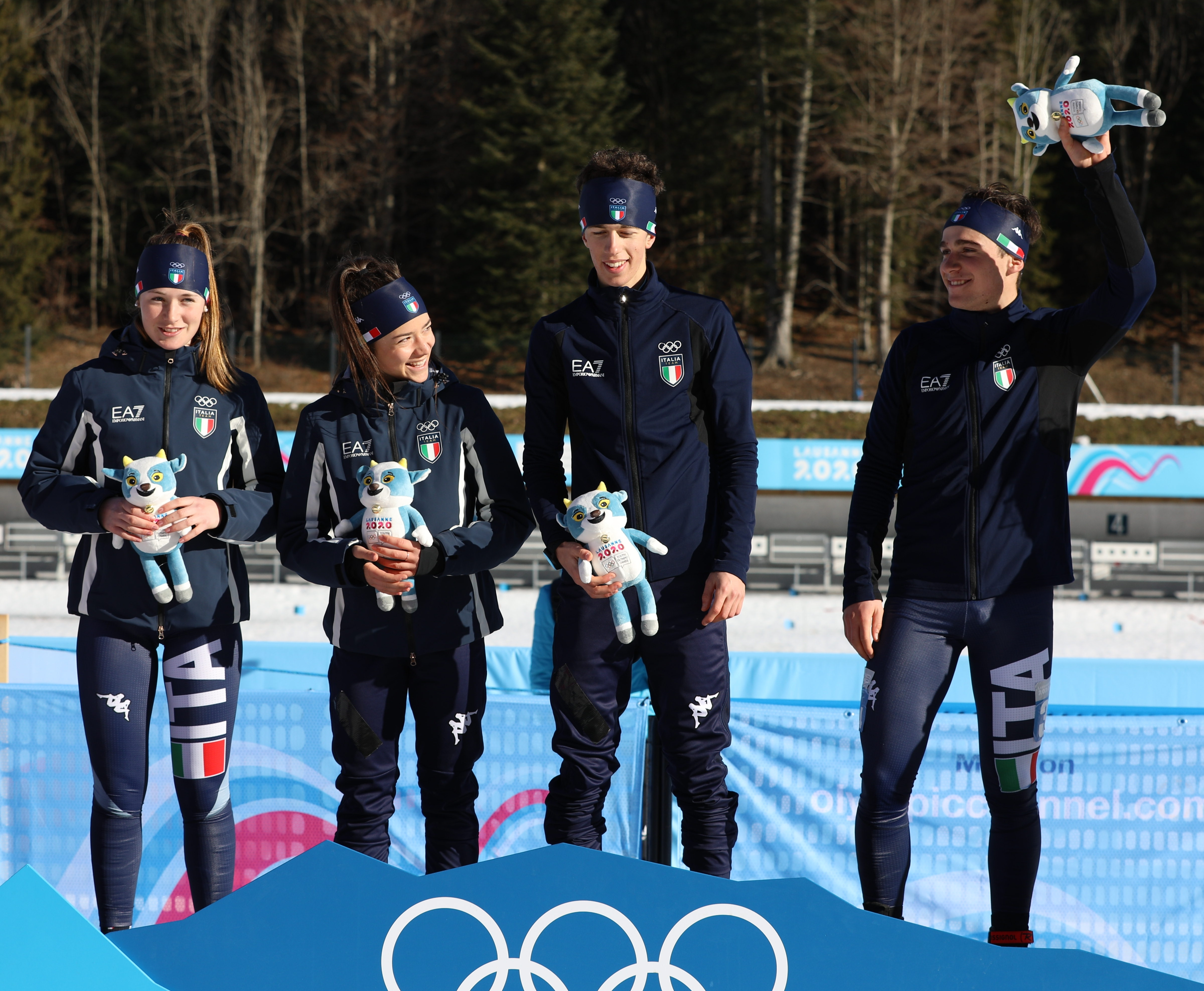
Jugend-Olympiasieger Martina Trabucchi, Linda Zingerle, Nicolò Betemps und Marco Barale

| Platz | Land | Athleten                                                                         | Zeit (h)  | Fehler |
| ----- | ---- | -------------------------------------------------------------------------------- | --------- | ------ |
| 1     | ITA  | Martina Trabucchi Linda Zingerle Nicolò Betemps Marco Barale                     | 1:10:55,3 | 0+5    |
| 2     | RUS  | Aljona Mochowa Anastassija Senowa Denis Irodow Oleg Domitschek                   | 1:11:39,0 | 1+12   |
| 3     | FRA  | Fany Bertrand Léonie Jeannier Théo Guiraud-Poillot Mathieu Garcia                | 1:12:23,9 | 1+13   |
| 4     | CZE  | Gabriela Masaříková Zuzana Doležalová Luděk Abrahám Jakub Kudrnáč                | 1:12:57,9 | 2+15   |
| 5     | NOR  | Gro Njølstad Randby Gunn Kristi Stensaker Tvinnereim Stian Fedreheim Vegard Thon | 1:13:20,6 | 2+16   |
| 6     | POL  | Klaudia Topór Justyna Panterałka Jan Guńka Marcin Zawół                          | 1:13:32,4 | 0+13   |
| 7     | GER  | Johanna Puff Marlene Fichtner Franz Schaser Elias Asal                           | 1:14:43,9 | 4+10   |
| 8     | UKR  | Hanna Skrypko Tetjana Prodan Stepan Kinasch Witalij Mandsyn                      | 1:14:46,8 | 0+10   |

Datum: 15. Januar 2020, 10:30 Uhr